# Marilies Flemming
Marilies Flemming (ur. 16 grudnia 1933 w Wiener Neustadt, zm. w lipcu 2023) – austriacka polityk i prawniczka, w latach 1987–1991 minister, od 1996 do 2004 posłanka do Parlamentu Europejskiego.

## Życiorys
W latach 1952–1959 studiowała prawo na Uniwersytecie Wiedeńskim. W międzyczasie przebywała na studiach językowych w Paryżu i Cambridge. Pracowała w zawodzie prawnika, od 1972 do 1991 pełniła funkcję dyrektora zarządzającego spółki akcyjnej zajmującej się produkcją filmową.
Zaangażowana w działalność Austriackiej Partii Ludowej (ÖVP). W latach 1973–1987 była radną Wiednia i posłanką do stołecznego landtagu. Od 1984 do 1991 przewodniczyła krajowemu ruchowi kobiet, w latach 1987–1993 kierowała Europejską Unią Kobiet. Od 1987 do 1991 sprawowała urząd federalnego ministra środowiska, rodziny i młodzieży. W 1990 krótko pełniła funkcję deputowanej do Rady Narodowej, niższej izby austriackiego parlamentu.
W wyborach powszechnych w 1996 i 1999 była wybierana do Parlamentu Europejskiego. Należała do grupy chadeckiej, pracowała m.in. w Komisji Ochrony Środowiska, Zdrowia i Ochrony Konsumentów. W PE zasiadała do 2004.